# Ghanská fotbalová reprezentace
Ghanská fotbalová reprezentace reprezentuje Ghanu na mezinárodních fotbalových akcích, jako je mistrovství světa, Africký pohár národů nebo olympijské hry.
Ghanský fotbalový svaz byl založen v roce 1957 a v následujícím roce byl přijat do FIFA. Do roku 1957 byla Ghana britskou kolonií Zlatonosné pobřeží.
Na závěrečný turnaj mistrovství světa se Ghana poprvé kvalifikovala až v roce 2006. Mnohem větší úspěchy dosáhla na olympijských hrách, na které se probojovala šestkrát, a v roce 1992 na olympiádě v Barceloně získala bronzovou medaili.
Na závěrečném turnaji mistrovství Afriky hrála Ghana osmnáctkrát, osmkrát byla ve finále a čtyřikrát turnaj vyhrála a je tak spolu s Egyptem nejúspěšnější reprezentací v historii.

## Mistrovství světa
Seznam zápasů ghanské fotbalové reprezentace na MS
| Rok    | Účast                                           | Soupisky |
| ------ | ----------------------------------------------- | -------- |
| 1950   | Bez účasti                                      |          |
| 1954   | Bez účasti                                      |          |
| 1958   | Bez účasti                                      |          |
| 1962   | Nepostoupili z kvalifikace                      |          |
| 1966   | Vzdali                                          |          |
| 1970   | Nepostoupili z kvalifikace                      |          |
| 1974   | Nepostoupili z kvalifikace                      |          |
| 1978   | Nepostoupili z kvalifikace                      |          |
| 1982   | Vzdali                                          |          |
| 1986   | Nepostoupili z kvalifikace                      |          |
| 1990   | Nepostoupili z kvalifikace                      |          |
| 1994   | Nepostoupili z kvalifikace                      |          |
| 1998   | Nepostoupili z kvalifikace                      |          |
| 2002   | Nepostoupili z kvalifikace                      |          |
| 2006   | Vyřazení v osmifinále Brazílií                  | soupiska |
| 2010   | Vyřazení ve čtvrtfinále Uruguayí                | soupiska |
| 2014   | nepostoupili ze skupiny                         | soupiska |
| 2018   | Nepostoupili z kvalifikace                      |          |
| 2022   | nepostoupili ze skupiny                         | soupiska |
| Celkem | Účast – 4× Zlato – 0×, Stříbro – 0×, Bronz – 0× |          |